# De Vrije Pers (uitgeverij)
De Vrije Pers, vanaf 2012 bekend onder de naam Think Media Magazines (TMM), was een Belgische uitgeverij.

## Historiek
De uitgeverij werd opgericht op 27 november 1997 nadat Mediaxis te kennen had gegeven geen toekomst meer te zien voor het tijdschrift De Nieuwe Panorama. Geldschieters waren onder meer uitgever Wim Merckx (ex-Perexma), afficheur Kris Dekelver (Business Panel) en reclameman Wim Schamp (Welcome in Massmedia). De week volgend op het verschijnen van de laatste De Nieuwe Panorama, lag op 11 december 1997 P-Magazine in de dagbladhandel. Het weekblad verkocht ca. 70.000 exemplaren en maakte na 1 jaar winst. In maart 2000 volgde de lancering van Ché, een tijdschrift dat zich richtte op mannen en een mix bracht van lifestyle en adventure doorspekt met fotoreportages met een ruime aandacht voor vrouwelijke bekende Vlamingen. Oorspronkelijke grondleggers waren Yurek Onzia en Alain Grootaers.
Na een meningsverschil besloot Wim Merckx zijn aandelen te verkopen aan Dekelver. In augustus 2000 deed de beursgenoteerde investeringsmaatschappij De Beukelaar zijn intrede in het bedrijf, door een belang van 71,60% van de aandelen over te nemen van Dekelver. De uitgeverij werd ondergebracht in de mediapoot van het bedrijf, Th!nk Media. In september datzelfde jaar werd TEEK Magazine overgenomen van The Publishing Company. In februari 2001 volgde de aankondiging dat de uitgeverij een wekelijks vrouwenblad zou gaan uitgeven, Lola genaamd. Doelpubliek werden jonge, actieve lezeressen tot 40 jaar en er werd een gemiddelde verkochte oplage van 60.000 exemplaren voorop gesteld. De eerste uitgave verscheen op dinsdag 27 maart en werd gedrukt op 150.000 exemplaren.
In mei 2001 nam De Beukelaar vervolgens een groter aandeel in De Vrije Pers, een maand later (juni 2001) uitte de medewerkers van de verschillende redacties hun ongenoegen over Groep De Beukelaer en diens voorzitter Maurice De Velder en gaven ze aan het vertrouwen te hebben verloren. Kort daarop, in juli 2001, volgde het ontslag van Alain Grootaers, tot dan uitgeefdirecteur bij De Vrije Pers. In augustus 2001 werd moedermaatschappij De Beukelaar omgevormd tot Think Media, tevens volgde er diezelfde maand een kapitaalinjectie om de putten te dempen die geslagen waren door het verlieslatende vrouwenblad Lola. Kort daarop werd Lola stopgezet en verwierf Think Media de resterende 8,7% aandelen van Wim Schamp. Grootaers werd niet vervangen en zijn bevoegdheden werden opgesplitst tussen enerzijds Edwin Van Overveld en anderzijds Geert De Vriese en Yurek Onzia. In oktober van dat jaar werd ook TEEK Magazine stopgezet, de laatste editie verscheen op 31 oktober 2001.
Eind maart 2002 werd bekend dat er door het Antwerpse parket een dossier werd geopend tegen moederonderneming Think Media. Reeds bij de aanvang van dat jaar was er door de onderzoeksrechter een beslag gelegd op 10.000 aandelen van dit bedrijf die in handen waren van Frank Verstraeten, uitbater van de discotheek Zillion te Antwerpen. In april volgde de voorlopige hechtenis van De Velder en op 10 juni van dat jaar werd vervolgens bekendgemaakt dat de notering van het aandeel De Beukelaer werd geschorst. In mei en juni 2008 ten slotte vond voor de correctionele rechtbank van Antwerpen het proces rond onder meer De Vrije Pers, Think Media en Maurice De Velder plaats met betrekking tot valsheid in geschrifte, misbruik van vennootschapsgoederen, omkoping, misbruik van vertrouwen en witwaspraktijken in de periode 1997-2002. Hierbij werd De Velder veroordeeld tot een boete van 375.000 euro, een beroepsverbod van tien jaar en drie jaar cel. Think Media kreeg een boete van 100.000 euro en De Vrije Pers een van 10.000.
Waar De Velder tijdens het proces in eerste aanleg nog voor de vrijspraak pleitte, betwistte hij in beroep niet langer zijn schuld. Het Openbaar Ministerie milderde van haar kant de strafvordering: twee jaar cel met uitstel en een boete van 375.000 euro, waarvan 125.000 euro effectief. Tevens stelde parketmagistraat Chris Nys tijdens zijn requisitoir herhaaldelijk 'dat het Openbaar Ministerie en de verdediging elkaar hadden gevonden', een verwijzing naar het overleg tussen parket en verdediging in aanloop naar het proces ('plea bargaining'). Deze straf werd tijdens de uitspraak door het hof van beroep bevestigd. Think Media en dochterbedrijven De Vrije Pers en Think Media Outdoor kregen opschorting van straf.
In februari 2012 werd De Vrije Pers omgevormd tot Think Media Magazines en in september volgde de fusie door opslorping van zusterbedrijf Meta Media. Moederonderneming Think Media had reeds een meerderheidsparticipatie in deze onderneming - uitgever van onder meer Menzo en Motoren & Toerisme - sinds 2007. In juni 2015 verkreeg Think Media Magazines bescherming tegen haar schuldeisers van de Antwerpse rechtbank van koophandel en in het kader van de WCO-procedure werd een gerechtelijk mandataris aangesteld om een overnemer te zoeken voor de tijdschriften en websites van de groep. P-Magazine, Culinaire Ambiance en haar Franstalige tegenhanger Ambiance Culinaire werden daarbij overgenomen door Mediageuzen, een ander bedrijf van Maurice De Velder. Ché, Menzo, Motoren & Toerisme en het Franstalig zusterblad Moto & Loisirs werden overgenomen door uitgeverij Cascade.